# Jeanne Quinault
Jeanne Quinault, född 13 oktober 1699 i Strassburg, död 18 januari 1783 i Paris, var en fransk skådespelare, pjäsförfattare och salongsvärd. Hon kallades ofta Mlle Quinault la cadette (den yngre) för att skilja henne från hennes äldre syster Marie-Jeanne, även hon skådespelare.

## Biografi
Jeanne Quinault tillhörde en familj med många skådespelare och debuterade på Comédie-Française 1718, varpå hon anställdes som den sjätte medlemmen av sin familj. Hon var främst känd i så kallade subrett-roller. Hennes roll som Céliante i Le Philosophe marié av Philippe Néricault Destouches år 1727 gjorde henne till en av Frankrikes stjärnor.
Från 1731 var hon en del av en grupp personer som samlades för att författare korta pjäser, s.k. lazzi, korta komiska pantomimer, ofta satirer. Hennes skildring av gruppens arbeten har blivit publicerade. Hon var vän till pjäsförfattaren Piron, och anses ha inspirerat honom till pjäserna Le Préjugé à la mode (1735), La Chaussée och L'Enfant prodigue (1736). Hon var vän till Voltaire, som ofta bad henne om råd, och skrev enligt honom ständigt utkast till pjäser som hon fick andra författare att bearbeta. Hon var medförfattare till Françoise de Graffignys pjäs Cénie (1750).
Jeanne Quinault var från början av 1740-talet till 1745 och sedan 1752–1758 medvärd tillsammans med Caylus för salongen "Bout-du-Banc", som besöktes av Moncrif, Claude Crébillon, Charles Pinot Duclos och Claude Adrien Helvétius, och där man sjöng, spelade teater, läste utkast och arbetade med antologier. År 1754 kom Rosseau på besök, ett tillfälle som gjordes till fiktion av Diderot, där Rosseau försvarade religionen mot salongens ateister, som publicerades 1818, vilket gav Quinault rykte som skamlös fritänkare: i själva verket dolde hon dock sina åsikter om religionen och agerade så återhållsamt i sitt privatliv att hon öppet togs emot i statusfyllda kretsar.
Åren 1758–1778 levde hon ett lugnt liv i Saint-Germain-en-Laye, ägnande sig åt korrespondens med vänner.